# Club Deportivo 31 de Octubre
Il Club Deportivo 31 de Octubre è una società calcistica boliviana di La Paz, fondata il 21 novembre 1954.

## Storia
In seguito alla sua fondazione prese parte al campionato del Dipartimento di La Paz. Esordì nel 1960 nella massima serie regionale, che vinse per la prima volta nel 1975. Partecipò poi alla Copa Simón Bolívar, guadagnandosi varie volte la qualificazione alle fasi finali. Esordì in LFPB nel 1979; entrò direttamente nella terza fase insieme al Ferroviario di La Paz, venendo incluso nel gruppo B insieme a The Strongest e Oriente Petrolero. Non tornò più nel massimo livello nazionale una volta conclusa l'edizione 1979, proseguendo però la propria partecipazione nel torneo del dipartimento.

## Palmarès

### Competizioni nazionali
- Campionato di La Paz: 3

1975, 1977, 1978